# Lukas Anton van der Auwera
Lukas Anton van der Auwera – auch Lucas Anton van der Auvera – (* 21. Juni 1710 in Würzburg; † 12. November 1766 ebenda) war ein fränkischer Bildhauer und entstammte der Bildhauerfamilie Auwera.

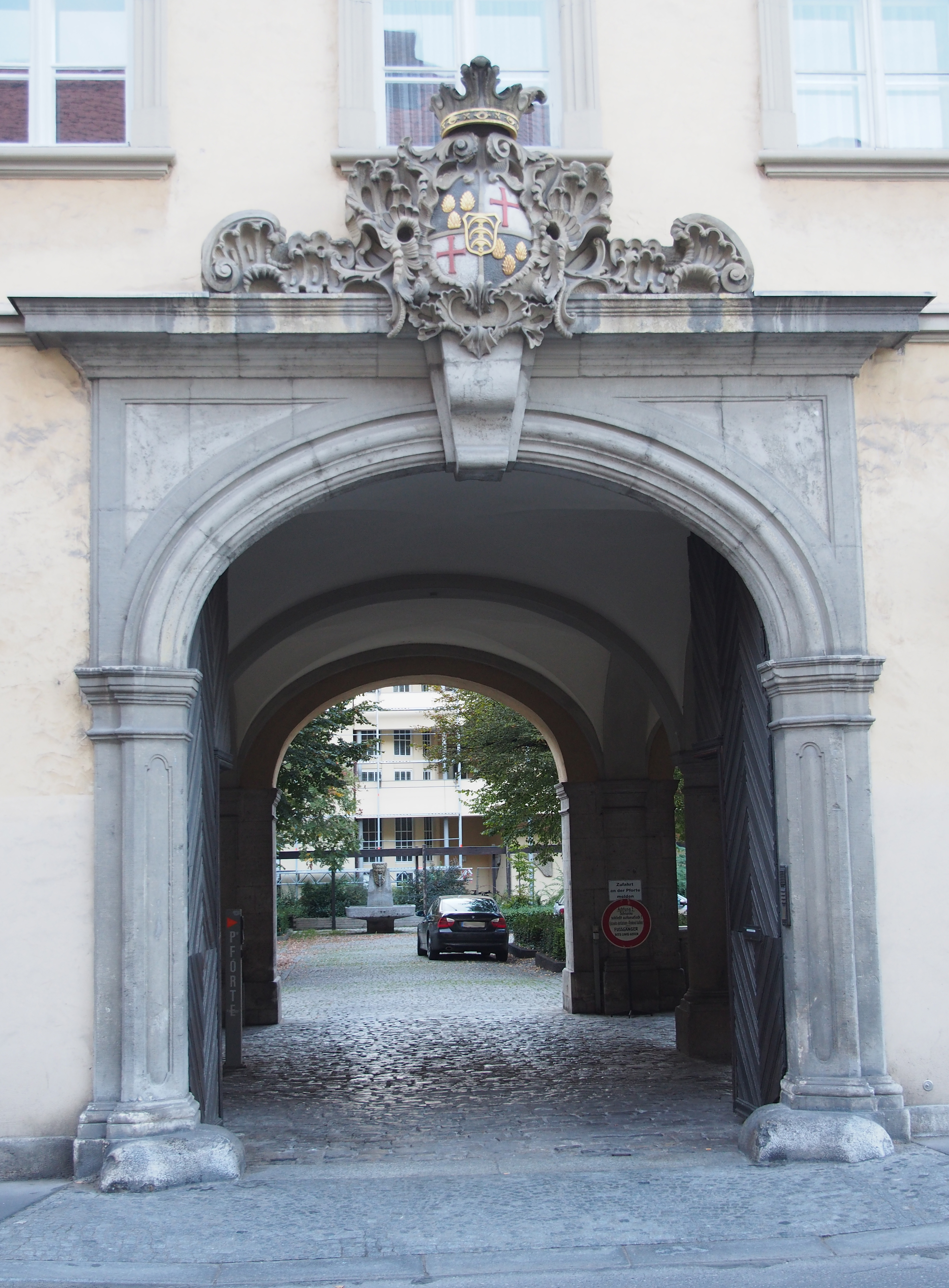
Eingangsportal zum Marmelsteiner Hof in Würzburg mit Wappenkartusche auf dem Gesims über dem Portal, gefertigt von Lukas Anton van der Auwera (Kopie von 1940)

## Leben und Wirken
Lukas Anton war der zweite Sohn des Bildhauers Jakob van der Auwera (1672–1760) und seiner Frau Maria Christine, einer Tochter des Malers Oswald Onghers. Über seine Jugend und Lehrzeit ist so gut wie nichts bekannt. Da der Vater für die Brüder Johann Georg Wolfgang, Lukas Anton und Johann Michael Joseph eigens einen praeceptor hielt, war er wahrscheinlich besonders auf die Erziehung seiner Kinder bedacht. Seine erste Ausbildung erhielt Lukas Anton höchstwahrscheinlich in der Werkstätte seines Vaters. Eine auswärtige Weiterbildung ist nicht nachweisbar. Von 1736 an (1749–1750 und 1751–1755) waren die beiden Brüder zusammen. Am 7. Februar 1744 verheiratete Lukas Anton sich mit Magdalena Holtzer. Aus der Ehe gingen sechs Kinder hervor.
Im Rahmen der Umgestaltung der Würzburger Theaterstraße in der Mitte des 18. Jahrhunderts durch Balthasar Neumann, ließ Lukas Anton van der Auwera sich 1746 ein neues Haus auf dem Graben (heute Theaterstraße 8; alte Bezeichnung Distrikt I, Nr. 75) erbauen und schmückte seines und die anderen Häuser mit herrlichen Portalen.
Seine Ernennung zum Hofbildhauer erfolgte wohl erst Ende der 1740er Jahre. Lukas Anton stand aber in jeder Hinsicht im Schatten seines großen Bruders Johann Georg Wolfgang. Dieser war zwei Jahre älter als Lukas und scheint ihn sehr beeinflusst zu haben. Am 12. November 1766 starb Lukas Anton im Alter von 56 Jahren in Würzburg.

## Werke (Auswahl)
- Kreuzigungsgruppe, Escherndorf, 1750
- Kreuzigungsgruppe, Wiesentheid, 1766